# Heterogalumna monticola
Heterogalumna monticola är en kvalsterart som beskrevs av Balogh 1962. Heterogalumna monticola ingår i släktet Heterogalumna och familjen Galumnidae. Inga underarter finns listade i Catalogue of Life.